# 约翰十世 (安条克牧首)
约翰十世（阿拉伯语：البطريرك يوحنا العاشر，1955年1月1日—）即安条克希腊正教会的主教長。